# Беззвучна небна проходна съгласна
Беззвучната небна проходна съгласна е вид съгласен звук, използван в някои говорими езици. В Международната фонетична азбука той се отбелязва със символа ʝ. Има сходство с българския звук, обозначаван с „х“, но с по-предно учленение.
Беззвучната небна проходна съгласна се използва в езици като немски (nicht, [nɪçt]), румънски (vlahi, [vlaç]), японски (人, [çi̥to̞]).